# آرویلا (داکوتای شمالی)
آرویلا (به انگلیسی: Arvilla) یک منطقهٔ مسکونی در ایالات متحده آمریکا است که در شهرستان گراند فورکس، داکوتای شمالی واقع شده‌است. آرویلا ۳۰۶٫۰۲ متر بالاتر از سطح دریا قرار دارد.